# Mustos István
Mustos István (Veszprém, 1931. augusztus 10. – Székesfehérvár, 2008. április 20.) piarista szerzetespap, amerikai magyar katolikus pap.

## Élete
A piarista gimnáziumban érettségizett, majd 1949-ben ő maga is belépett a piarista rendbe. 1956 novemberében hagyta el Magyarországot és Rómában folytatta tanulmányait, ahol a Gergely Egyetemen szerzett teológiai fokozatot. Szerzetesi örökfogadalmát 1957-ben tette le, pappá 1958. április 20-án szentelték Rómában. 1959-ben érkezett Amerikába, hogy csatlakozzék azokhoz a piarista atyákhoz, akiknek célja a Rend amerikai tartományának megalapítása volt. Matematikai és fizikai tanári diplomáját 1966-ban kapta a buffalói Canisius College-ban.
Először Buffalóban tanított a piaristák ottani iskolájában, majd 1969-ben Devonba helyezték át, ahol majdnem két évtizedig, 1987-ig volt a gimnázium igazgatója. Vezetése alatt az iskola anyagi helyzete és hírneve megerősödött. Ezalatt négyszer választották meg a tartomány helyettes provinciálisává és ő képviselte az iskolát a Főiskolai Bizottságban. 1985-ben a keleti partvidék Magyar Papi Egyesületének elnöke lett.
1987 és 1990 között a trentoni Szent István magyar plébánia káplánja volt, majd a Passaici Szent István római katolikus magyar templom plébánosaként dolgozott. Azokban az években közölte a három liturgikus évet felölelő heti elmélkedéseit a Katolikus Magyarok Vasárnapja. A külföldi magyarok püspökének, Miklósházy Attilának amerikai delegátusa volt, valamint a Máltai lovagrend észak-amerikai magyar csoportjának káplánja. Passaici tevékenysége alatt nagy energiával fogta össze nemcsak a plébániai híveket, hanem az összes itt élő magyar embert és különböző szervezeteiket.
Tevékeny támogatója volt a magyar cserkészetnek, iskolának, múzeumnak, minden magyar megmozdulásnak. Mint a püspök delegátusa gondját viselte több más, papi ellátással küszködő magyar plébániának, és az ő áldozatos munkájának is köszönhető, hogy több magyar plébánia még mindig szolgálja a magyar híveket. Munkájáért 1998-ban a „Pro Ecclesia Hungariae” kitüntetést kapta a Magyar Katolikus Püspöki Kartól.
2007-es nyugállományba vonulása utána hazaköltözött Magyarországra, majd a székesfehérvári papi otthonban lakott. Hosszú és súlyos szenvedés után 2008. április 20-án hunyt el papszentelésének 50. évfordulóján.
Temetése 2008. május 14-én volt a budapesti Új köztemetőben, a piarista parcellában.

## Kitüntetései
- 1998: Pro Ecclesia Hungariae díj
- 2000: A Magyar Köztársasági Érdemrend kiskeresztje